# 11935 Olakarlsson
11935 Olakarlsson este un asteroid din centura principală de asteroizi.

## Descriere
11935 Olakarlsson este un asteroid din centura principală de asteroizi. A fost descoperit pe 17 martie 1993 la Observatorul La Silla în cadrul programului UESAC. Asteroidul prezintă o orbită caracterizată de o semiaxă mare de 2,78 ua, o excentricitate de 0,19 și o înclinație de 3,8° în raport cu ecliptica.